# Nyctimystes papua
Nyctimystes papua es una rana de árbol de la familia Pelodryadidae de Papúa Nueva Guinea. Vive en el sureste del país, desde el monte Albert-Edward en el oeste hasta el monte Dayman en el este. Vive a 1200–2600 metros sobre el nivel del mar.
El macho adulto mide aproximadamente de 4.6 a 5.1 cm de largo y la hembra, aproximadamente 7.0 cm de largo. Las ranas examinadas pueden ser grises o marrones con algo de amarillo. Tiene menos diseño en sus párpados inferiores que otras ranas del género Nyctimystes.